# Remigia marcida
Remigia marcida är en fjärilsart som beskrevs av Achille Guenée 1852. Remigia marcida ingår i släktet Remigia och familjen nattflyn. Inga underarter finns listade.